# Paddington (metropolitana di Londra)
Paddington è una stazione delle linee Bakerloo, Circle, District e Hammersmith & City della metropolitana di Londra.

## Storia
Anticamente esistevano tre stazioni separate sulle linee che divennero poi della Metropolitana.
Il 10 gennaio 1863, le Metropolitan and Metropolitan District Railways aprì la prima linea di metropolitana di Londra e del mondo, da Paddington (Bishop's Road) a Farringdon. Le piattaforme di questa stazione erano sul lato nord della stazione principale con ingresso da Praed Street. Vi era un collegamento con la stazione principale che consentiva la realizzazione di un servizio regolare sulla diramazione per Hammersmith della GWR. La stazione venne rinominata Paddington il 10 settembre 1933. Dagli anni trenta fino agli anni sessanta, la linea Metropolitan e la GWR, per i servizi suburbani, condivisero due piattaforme, ma oggi la stazione è completamente indipendente a parte quella della Hammersmith & City
Nel 1868 la Metropolitan Railway aprì una nuova diramazione a South Kensington, con una stazione chiamata Paddington (Praed Street) in una trincea attraverso la strada, a sud della stazione principale. Questa stazione venne rinominata Paddington l'11 luglio 1948 ed ora si trova sulla Circle Line. Essa è collegata alla stazione principale e alla Bakerloo line a mezzo di un sottopasso che attraversa Praed Street ed il Great Western Hotel.
La stazione sotterranea sulla linea Bakerloo aprì il 1º dicembre 1913, con piattaforme poste sotto la stazione principale

### Progetti
Dal 2008 viene costruita una nuova stazione Crossrail sotto la stazione di Paddington, che collegherà questo nuovo servizio sia alle linee ferroviarie principali che a stazioni della metropolitana. Il servizio dovrebbe entrare in funzione nel futuro.

## Strutture e impianti
La struttura della stazione è complessa: le linee Circle e Hammersmith & City si trovano al piano della stazione principale, Circle e District in una trincea perpendicolare alla stazione principale mentre la Bakerloo in una sede più profonda, sotto la stazione ferroviaria.
Questa struttura è figlia delle diverse evoluzioni che ci sono state nel corso del tempo: infatti, due delle piattaforme originarie della vecchia stazione di Bishop's Road vengono utilizzate dalle linee Circle e Hammersmith & City e son servite dai treni che vanno da Hammersmith a Liverpool Street; le piattaforme della vecchia stazione di Praed Street servono i treni delle linee Circle e District che vanno da Wimbledon a Edgware Road. Infine, le piattaforme sotterranee servono i treni della linea Bakerloo in servizio fra Elephant & Castle e Harrow & Wealdstone.
Le stazioni sulle linee Circle e District e Bakerloo sono collegate alla sala biglietteria da un corridoio sotterraneo che attraversa Praed Street. Esse possono essere considerate come una singola stazione e sono indicate in tale maniera sulle mappe della metropolitana; invece, le piattaforme delle linee Circle/Hammermith & City sono separate dalle altre ed indicate come stazione separata sulla mappa, anche se site accanto a quelle della stazione principale e quindi intercomunicanti con le altre. L'intercambio fra le linee Circle e District e Bakerloo e Circle e Hammersmith & City, obbliga i viaggiatori a percorrere un corridoio di collegamento per raggiungere la stazione principale, anche se il viaggio viene effettuato mediante il pagamento di un solo biglietto.
La stazione di Paddington si trova nella Travelcard Zone 1.

## Interscambi
La fermata costituisce un importante interscambio con la stazione ferroviaria di Londra Paddington, servita dai servizi ferroviari nazionali di Great Western Railway, dai servizi di TfL Rail e dall'Heathrow Express.
Nelle vicinanze della stazione effettuano fermata numerose linee urbane automobilistiche, gestite da London Buses.
- (Paddington - Elizabeth line, linee nazionali);
- Fermata autobus